# Liste des épisodes d'Ace of Diamond
Cet article est un complément de l’article sur le manga Ace of Diamond. Il contient la liste des épisodes de l'adaptation en anime.
La première saison a débuté en 6 octobre 2013 pour se terminer le 29 mars 2015 avec 75 épisodes. La seconde saison a rapidement suivi en débutant le 6 avril 2015 pour se terminer le 28 mars 2016 avec 51 épisodes. La troisième saison a commencé le 2 avril 2019 pour se terminer le 31 mars 2020 avec 52 épisodes.

## Ace of Diamond

### Saison 1
| No                                              | Titre français                                             | Titre japonais                 | Titre japonais                          | Date de 1re diffusion |
| No                                              | Titre français                                             | Kanji                          | Rōmaji                                  | Date de 1re diffusion |
| ----------------------------------------------- | ---------------------------------------------------------- | ------------------------------ | --------------------------------------- | --------------------- |
| 1                                               | La balle du destin                                         | 運命の一球                     | Unmei no Ikkyū                          | 6 octobre 2013        |
| 2                                               | Partenaire                                                 | 相棒                           | Aibō                                    | 13 octobre 2013       |
| 3                                               | Pas l’étoffe d’un lanceur ?                                | 投手失格？                     | Tōshu Shikkaku?                         | 20 octobre 2013       |
| 4                                               | Du même genre ?                                            | 同じタイプ？                   | Onaji Taipu?                            | 27 octobre 2013       |
| 5                                               | Choc                                                       | 激突                           | Gekitotsu                               | 3 novembre 2013       |
| 6                                               | Affrontement                                               | 真っ向勝負！                   | Makkō Shōbu                             | 10 novembre 2013      |
| 7                                               | Les deux batteries                                         | ふたつのバッテリー             | Futatsu no Batterī                      | 17 novembre 2013      |
| 8                                               | La vérité sur Chris                                        | クリスの真実                   | Kurisu no Shinjitsu                     | 24 novembre 2013      |
| 9                                               | La frustration gravée dans le cœur                         | 悔しさ、胸に刻んで             | Kuyashisa, Mune ni Kizande              | 1er décembre 2013     |
| 10                                              | Perfectionner mes balles changeantes                       | 磨け、クセ球                   | Migake, Kusedama                        | 8 décembre 2013       |
| 11                                              | Chris entre en jeu                                         | クリス出陣！                   | Kurisu Shutsujin!                       | 15 décembre 2013      |
| 12                                              | La cible                                                   | ターゲット                     | Tāgetto                                 | 22 décembre 2013      |
| 13                                              | Promotion en équipe première                               | 一軍昇格                       | Ichigun Shōkaku                         | 29 décembre 2013      |
| 14                                              | Début du camp d’entraînement                               | 合宿スタート！                 | Gasshuku Sutāto!                        | 12 janvier 2014       |
| 15                                              | Tire l’équipe vers le haut                                 | プレーで引っぱれ！             | Purē de Hippare!                        | 19 janvier 2014       |
| 16                                              | Épreuve                                                    | 試練                           | Shiren                                  | 26 janvier 2014       |
| 17                                              | Les matchs, c’est fun !                                    | 試合は楽しい                   | Shiai wa Tanoshii                       | 2 février 2014        |
| 18                                              | Il me fout les boules !                                    | ムカつくけど                   | Mukatsuku kedo                          | 9 février 2014        |
| 19                                              | Destin                                                     | 因縁                           | Innen                                   | 16 février 2014       |
| 20                                              | État d’urgence                                             | 緊急事態                       | Kinkyū Jitai                            | 23 février 2014       |
| 21                                              | Vers le théâtre de nos rêves                               | 夢の舞台へ                     | Yume no Butai e                         | 2 mars 2014           |
| 22                                              | Plein les yeux                                             | アピールタイム                 | Apīru Taimu                             | 9 mars 2014           |
| 23                                              | Premier match officiel                                     | 公式戦デビュー                 | Kōshikisen Debyū                        | 16 mars 2014          |
| 24                                              | Machine de précision                                       | 精密機械                       | Seimitsu Kikai                          | 23 mars 2014          |
| 25                                              | À la conquête de Furuya                                    | 降谷攻略                       | Furuya Kōryaku                          | 30 mars 2014          |
| 26                                              | Le miracle Akikawa                                         | ミラクル明川                   | Mirakuru Akikawa                        | 6 avril 2014          |
| 27                                              | Je fuirai pas                                              | 逃げねえぞ                     | Nigenē zo                               | 13 avril 2014         |
| 28                                              | Parcours. La route d’Eijun Sawamura vers le combat intense | 軌跡 沢村栄純 熱闘のマウンドへ | Kiseki Sawamura Eijun Nettō no Maundo e | 20 avril 2014         |
| 29                                              | Des forces comparables                                     | 拮抗                           | Kikkō                                   | 27 avril 2014         |
| 30                                              | Vainqueur et vaincu                                        | 勝者と敗者                     | Shōsha to Haisha                        | 4 mai 2014            |
| 31                                              | Outsider                                                   | ダークホース                   | Dāku Hōsu                               | 11 mai 2014           |
| 32                                              | Des étés bien différents                                   | それぞれの夏                   | Sorezore no Natsu                       | 18 mai 2014           |
| 33                                              | Devenir riche par la batte                                 | 金のなる木                     | Kane no Naru Ki                         | 25 mai 2014           |
| 34                                              | Des coéquipiers sur qui on peut compter                    | 頼れる先輩達                   | Tayoreru Senpai-tachi                   | 1er juin 2014         |
| 35                                              | Potentiel                                                  | ポテンシャル                   | Potential                               | 8 juin 2014           |
| 36                                              | Le numéro 1 entre en scène                                 | エース登場                     | Ace Toujou                              | 15 juin 2014          |
| 36.5                                            | Seidou Revival                                             |                                |                                         | 22 juin 2014          |
| 37                                              | Rafale !                                                   | バースト！                     | Burst!                                  | 29 juin 2014          |
| 38                                              | Chacun son rôle                                            | それぞれの役割                 | Sorezore no Yakuwari                    | 6 juillet 2014        |
| 39                                              | Leurs espoirs sur ses épaules                              | 期待を背負って                 | Kitai o Seotte                          | 13 juillet 2014       |
| 40                                              | Le coup gagnant                                            | ウィニングショット             | Winning Shot                            | 20 juillet 2014       |
| 41                                              | Maintenant, la demi-finale                                 | いざ、準決勝                   | Iza, Junkesshou                         | 27 juillet 2014       |
| 42                                              | L'imposant géant                                           | そびえる大巨人                 | Sobieru Dai Kyojin                      | 3 août 2014           |
| 43                                              | Revanche                                                   | リベンジ                       | Revenge                                 | 10 août 2014          |
| 44                                              | Lancer de prédilection                                     | 決め球                         | Kimedama                                | 17 août 2014          |
| 45                                              | Le rêve                                                    | 絶望を呼ぶ投球                 | Zetsubou o Yobu Toukyuu                 | 24 août 2014          |
| 46                                              | Des lancers qui font désespérer                            | 夢物語                         | Yume Monogatari                         | 31 août 2014          |
| 47                                              | Cet été-là…                                                | ...あの夏                      | ... Ano Natsu                           | 7 septembre 2014      |
| 48                                              | Dans les internats…                                        | 寮にて....                     | Ryou nite...                            | 14 septembre 2014     |
| 49                                              | Un visage du passé                                         | 懐かしい顔                     | Natsukashii Kao                         | 21 septembre 2014     |
| 50                                              | Les pas vers l’avenir                                      | 明日への足跡                   | Asu e no Ashiato                        | 28 septembre 2014     |
| 51                                              | Début de la bataille finale !                              | 決戦開始!                      | Kessen Kaishi                           | 5 octobre 2014        |
| 52                                              | Je veux pas perdre !                                       | 負けたくない                   | Maketakunai                             | 12 octobre 2014       |
| 53                                              | Passage à la vitesse supérieure                            | ギアチェンジ                   | Gia Chenji                              | 19 octobre 2014       |
| 54                                              | La confiance donnée, le courage d’y répondre               | 託す信頼、応える勇気           | Takusu Shinrai, Kotaeru Yuuki           | 26 octobre 2014       |
| 55                                              | Un homme solide                                            | 強い男                         | Tsuyoi Otoko                            | 2 novembre 2014       |
| 56                                              | Détermination                                              | 決断                           | Ketsudan                                | 9 novembre 2014       |
| 57                                              | Des jeunes pleins d’avenir                                 | 頼もしい後輩達                 | Tanomoshii Kouhai-tachi                 | 23 novembre 2014      |
| 58                                              | L’homme qui frappe devant lui                              | 前を打つ男                     | Mae o Utsu Otoko                        | 30 novembre 2014      |
| 59                                              | Intrépide                                                  | 怖いもの知らず                 | Kowai Mono Shirazu                      | 7 décembre 2014       |
| 60                                              | Un soleil solitaire                                        | 孤独な太陽                     | Kodokuna Taiyō                          | 14 décembre 2014      |
| 61                                              | Ténacité                                                   | 執念                           | Shūnen                                  | 21 décembre 2014      |
| 62                                              | Apogée                                                     | 天王山                         | Tennōzan                                | 28 décembre 2014      |
| 63                                              | Échos                                                      | 残響                           | Zankyō                                  | 28 décembre 2014      |
| 64                                              | Nouveau départ                                             | リスタート                     | Risutāto                                | 11 janvier 2015       |
| 65                                              | Un lieu ensoleillé                                         | 日の当たる場所                 | Hi no Ataru Basho                       | 18 janvier 2015       |
| 66                                              | L’intrus                                                   | よそ者                         | Yosomono                                | 25 janvier 2015       |
| 67                                              | Stimulant                                                  | 発奮材料                       | Happun Zairyou                          | 1er février 2015      |
| 68                                              | Le fauteuil de nº 1                                        | エースの座                     | Ace no Za                               | 8 février 2015        |
| 69                                              | Je peux pas perdre                                         | 負けらんねぇ!                  | Makerannee!                             | 15 février 2015       |
| 70                                              | Next stage                                                 | Next Stage                     | Next Stage                              | 22 février 2015       |
| 71                                              | Sous le ciel de septembre                                  | ９月の空の下                   | 9-gatsu no Sora no Shita                | 1er mars 2015         |
| 72                                              | Derniers enseignements                                     | 最後の教え                     | Saigo no Oshie                          | 8 mars 2015           |
| 73                                              | Succession                                                 | 継承                           | Keishou                                 | 15 mars 2015          |
| 74                                              | Jalon                                                      | 道しるべ                       | Michishiribue                           | 22 mars 2015          |
| 75                                              | Visons ce fameux stade !                                   | その場所を目指して―            | Sono Basho o Mezashite -                | 29 mars 2015          |
| Cet épisode clôt la première saison de l'anime. |                                                            |                                |                                         |                       |

### Saison 2
| No | Titre français                     | Titre japonais     | Titre japonais           | Date de 1re diffusion |
| No | Titre français                     | Kanji              | Rōmaji                   | Date de 1re diffusion |
| --- | ---------------------------------- | ------------------ | ------------------------ | --------------------- |
| 1 | Rugissement estival !              | 真夏の咆哮         | Manatsu no Houkou        | 6 avril 2015          |
| Mine Fujio et Owada Akiko sont chargés d'écrire un article pour le tournoi d'été qui arrive à grands pas . Dans cet épisode nous revoyons le fameux match de l'équipe de Yakushi contre Seidou. Ainsi nos 2 journalistes noterons les points forts et le mauvais point sur ces 2 équipes favorites de ce tournoi . |                                    |                    |                          |                       |
| 2 | Dans la chaleur de l’été !         | 真夏の陽炎         | Manatsu no Kagerou       | 13 avril 2015         |
| 3 | Les rois de l'été                  | 真夏の王者         | Manatsu no Ouja          | 20 avril 2015         |
| 4 | Enfin le tournoi d’automne !       | いざ, 秋大!        | Iza, Aki Tai!            | 27 avril 2015         |
| 5 | Douche froide                      | 冷たい雨           | Tsumetai Ame             | 4 mai 2015            |
| 6 | Hors service !                     | Out of Order       | OUT OF ORDER             | 11 mai 2015           |
| 7 | Niveau actuel                      | 現在地             | Genzaichi                | 18 mai 2015           |
| 8 | Le Plan !                          | 筋書き             | Sujigaki                 | 25 mai 2015           |
| 9 | Ma voie                            | 我が道             | Wagamichi                | 1er juin 2015         |
| 10 | T’as réussi à y lancer             | 投げたよな         | Nagetayona               | 8 juin 2015           |
| Le 9 octobre, Seidou High affrontera Nanamori Academy au deuxième tour du tournoi d'automne. Furuya est mécontent de jouer sur le terrain gauche et l'entraîneur de Nanamori, Tatsuomi Hara, pense que Seidou les sous-estime mais a l'air heureux. Pour l'alignement de Seidou, Haruichi est le trois trous à sa grande surprise, tandis que Maezono passe à la cinquième place.Kanemaru peut également jouer en tant que huitième frappeur et troisième buteur. À l'enclos, Sawamura se réchauffe avec Miyuki et se jette enfin à l'intérieur sans le savoir. |                                    |                    |                          |                       |
| 11 | Renverser le champion !            | 下克上             | Gekokujou                | 15 juin 2015          |
| 12 | Autodestruction !                  | 自壊               | Jikai                    | 22 juin 2015          |
| 13 | Fissure                            | 亀裂               | Kiretsu                  | 29 juin 2015          |
| 14 | Responsabilités                    | 背負うモノ         | Seou Mono                | 6 juillet 2015        |
| 15 | S’accrocher coute que coute !      | 粘り強く淡々と     | Nebari Tsuyoku Tantan to | 13 juillet 2015       |
| 16 | Réaction en chaine !               | 連鎖反応           | Rensa Hannou             | 20 juillet 2015       |
| 17 | Transperce-les !                   | ねじ伏せろ!!       | Nejifuseru               | 27 juillet 2015       |
| 18 | Il est bon, ce gars là !           | やるぜ, コイツ     | Yaruze, Koitsu           | 3 août 2015           |
| 19 | Un défis sans compromis!           | 妥協なき挑戦       | Dakyounaki Chousen       | 10 août 2015          |
| 20 | Marchons la tête haute !           | 上を向いて歩こう   | Ue o Muite Arukou        | 17 août 2015          |
| 21 | Les murmures du diable !           | 悪魔のささやき?    | Akuma no Sasayaki?       | 24 août 2015          |
| 22 | Improvisation !                    | ぶっつけ本番       | Buttsuke Honban          | 31 août 2015          |
| 23 | Déviation !                        | 偏差値             | Hensachi                 | 7 septembre 2015      |
| 24 | Chacun son cerveau !               | それぞれの頭脳     | Sorezore no Zunou        | 14 septembre 2015     |
| 25 | Débordement d’énergie !            | 躍動               | Yakudou                  | 21 septembre 2015     |
| 26 | Un jeune impertinant !             | 生意気な後輩       | Namaiki na Kouhai        | 28 septembre 2015     |
| 27 | Un pas après l’autre !             | 一歩... また一歩と | Ippo... Mata Ippo to     | 5 octobre 2015        |
| 28 | La fierté des remplaçant !         | 控えの意地         | Hikae no Iji             | 12 octobre 2015       |
| 29 | Mauvais garçon !                   | 悪童               | Akudou                   | 19 octobre 2015       |
| 30 | Le cri de motivation du champion ! | 王者の掛け声       | Ouja no Kakegoe          | 26 octobre 2015       |
| 31 | Le courage qu’il m’a donné         | 彼がくれた勇気     | Kare ga Kureta Yūki      | 2 novembre 2015       |
| 32 | Être prêt à porter l’équipe        | 背負う覚悟         | Seou Kakugo              | 9 novembre 2015       |
| 33 | L'instinct du n° 1                 | エースの本能       | Ēsu no Hon'nō            | 16 novembre 2015      |
| 34 | Innocent                           | イノセント         | Inosento                 | 23 novembre 2015      |
| 35 | Le monde qui nous attend           | その先の世界       | Sono Saki no Sekai       | 30 novembre 2015      |
| 36 | La suite de l’été                  | 夏の続き           | Natsu no Tsudzuki        | 7 décembre 2015       |
| 37 | Ordre de priorité                  | 優先順位           | Yūsen Jun'i              | 14 décembre 2015      |
| 38 | La balle magique                   | 魔の一球           | Ma no Ichi-kyū           | 21 décembre 2015      |
| 39 | Je veux répondre aux attentes      | 期待に、応えたい   | Kitai ni Kotaetai        | 4 janvier 2016        |
| 40 | Ne pas attendre le rideau          | 幕は待たない       | Maku wa Matana           | 11 janvier 2016       |
| 41 | Ouvrir le chemin                   | 突破口             | Toppakō                  | 18 janvier 2016       |
| 42 | Balle rugissante                   | 轟 球              | Todoroki Kyū             | 25 janvier 2016       |
| 43 | L’un d’entre nous                  | こっち側へ         | Kotchi-gawa e            | 1er février 2016      |
| 44 | La meilleure balle droite          | 最高のストレート   | Saikō no Sutorēto        | 8 février 2016        |
| 45 | Celui qui se tient debout          | そこに立っ者       | Soko ni Tassha           | 15 février 2016       |
| 46 | Décision personnelle               | 独断               | Dokudan                  | 22 février 2016       |
| 47 | Partenariat                        | パートナーシップ   | Pātonāshippu             | 29 février 2016       |
| 48 | L’homme des grands moments         | お祭り男ども       | Omatsuri otoko-domo      | 7 mars 2016           |
| 49 | Pas fini                           | 待ってろ!          | Mattero!                 | 14 mars 2016          |
| 50 | Dernière manche                    | ラストイニング     | Rasutoiningu             | 21 mars 2016          |
| 51 | Seek Diamonds                      | Seek Diamonds      | Seek Diamonds            | 28 mars 2016          |

## Ace of Diamond: Act II
La saison 3 de Ace of Diamonds reprend en 2019. Appelée « Ace of Diamonds : Act II », elle continue à suivre les aventures de l'équipe après leur défaite au Koshien. Sawamura et Furuya sont en seconde année, et de nouveaux élèves de première année bien décidés à prendre leur place en tant que titulaires dans l'équipe apparaissent.
| No | Titre français               | Titre japonais   | Titre japonais      | Date de 1re diffusion |
| No | Titre français               | Kanji            | Rōmaji              | Date de 1re diffusion |
| -- | ---------------------------- | ---------------- | ------------------- | --------------------- |
| 1  | Au bout du rêve              | 夢の先           | Yume no saki        | 2 avril 2019          |
| 2  | J'ai hâte de me tenir là     | 早く立ちたい     | Hayaku tachitai     | 9 avril 2019          |
| 3  | L'enfant prodige du baseball | 野球の申し子     | Yakyū no mōshigo    | 16 avril 2019         |
| 4  | Le jour du commencement      | はじまりの日     | Hajimari no hi      | 23 avril 2019         |
| 5  | Union                        | 合流             | Gōryū               | 30 avril 2019         |
| 6  | Go Straight                  | Go Straight      | Go Straight         | 7 mai 2019            |
| 7  | KING                         | KING             | KING                | 14 mai 2019           |
| 8  | Coup de fouet                | カンフル剤       | Kanfuru-zai         | 21 mai 2019           |
| 9  | Bataille X Bataille          | バトル×バトル    | Batoru x Batoru     | 28 mai 2019           |
| 10 | Premier match                | 初陣             | Uijin               | 4 juin 2019           |
| 11 | Point de mire                | 複線の先         | Fukusen no saki     | 11 juin 2019          |
| 12 | Égoïsme                      | ワガママ         | Wagamama            | 18 juin 2019          |
| 13 | Premiers à la batte          | 先攻             | Senkō               | 25 juin 2019          |
| 14 | Impression                   | 気配             | Kehai               | 2 juillet 2019        |
| 15 | Mon rôle                     | 自分の役割       | Jibun no yakuwari   | 9 juillet 2019        |
| 16 | Seuls les vainqueurs         | 勝ってこそ       | Katte koso          | 16 juillet 2019       |
| 17 | Trois mois                   | 3か月            | San-kagetsu         | 23 juillet 2019       |
| 18 | Ce dont je veux m'assurer    | 確かめたいもの   | Tashikametai mono   | 30 juillet 2019       |
| 19 | Volonté de se battre         | 戦う姿勢         | Tatakau shisei      | 6 août 2019           |
| 20 | S'affirmer                   | 自己主張         | Jiko shuchō         | 13 août 2019          |
| 21 | Manque de temps              | 時間がない       | Jikanganai          | 20 août 2019          |
| 22 | Nomination                   | 指名             | Shimei              | 27 août 2019          |
| 23 | Un lancer, une seconde       | 一球一秒         | Ichi kyū ichi byō   | 3 septembre 2019      |
| 24 | Inachevée                    | 未完成           | Mikansei            | 10 septembre 2019     |
| 25 | Levée de l'interdiction      | 解禁             | Kaikin              | 17 septembre 2019     |
| 26 | Sous la même bannière        | 同じ旗の下       | Onaji hata no shita | 24 septembre 2019     |
| 27 | The note                     | The Note         | The Note            | 1er octobre 2019      |
| 28 | Je n'arrêterai pas           | 止まんねぇからな | Tomannēkarana       | 8 octobre 2019        |
| 29 | Le printemps, et ensuite...  | 春、そして―      | Haru, soshite...    | 15 octobre 2019       |
| 30 | Bloom of youth               | Bloom of Youth   | Bloom of Youth      | 22 octobre 2019       |
| 31 | Une sorte de promesse        | 誓いのようなもの | Chikai no yōna mono | 29 octobre 2019       |
| 32 | Avidité                      | 渇望             | Katsubō             | 5 novembre 2019       |
| 33 | Transfert de chaleur         | 伝熱             | Den'netsu           | 12 novembre 2019      |
| 34 | Compétition                  | 競演             | Kyōen               | 19 novembre 2019      |
| 35 | Parce qu'il est génial       | スゲー奴だから   | Sugē yatsudakara    | 26 novembre 2019      |
| 36 | En tant que receveur         | 捕手として       | Hoshu to shite      | 3 décembre 2019       |
| 37 | Un mental de gagnant         | 常勝思考         | Jōshō shikō         | 10 décembre 2019      |
| 38 | Fragile                      | フラジャイル     | Furajairu           | 17 décembre 2019      |
| 39 | Je compte sur toi            | 頼んだぞ         | Tanonda zo          | 24 décembre 2019      |
| 40 | Un air déterminé             | 面構え           | Tsunagamae          | 7 janvier 2020        |
| 41 | Dans le même bateau          | 運命共同体       | Unmei kyōdōtai      | 14 janvier 2020       |
| 42 | Les vingt membres            | 20人             | 20-Ri               | 21 janvier 2020       |
| 43 | Stage d'été                  | 夏合宿           | Natsu gasshuku      | 28 janvier 2020       |
| 44 | En route                     | 航進             | Kōshin              | 4 février 2020        |
| 45 | Go exceed                    | Go EXCEED!!      | Go EXCEED!!         | 11 février 2020       |
| 46 | Encouragements               | 激励             | Gekirei             | 18 février 2020       |
| 47 | Faiblesse                    | 足元             | Ashimoto            | 25 février 2020       |
| 48 | Get back                     | Get Back         | Get Back            | 3 mars 2020           |
| 49 | Le véritable Seido           | 本気の青道       | Honki no Seidō      | 10 mars 2020          |
| 50 | Fire age                     | FIRE AGE         | FIRE AGE            | 17 mars 2020          |
| 51 | C'est mieux ainsi            | それでこそ       | Sorede koso         | 24 mars 2020          |
| 52 | Ace of Diamond               | ダイヤのA        | Daiya no Ēsu        | 31 mars 2020          |